# Ray Myers
Ray Myers (21 de junio de 1889 – 4 de noviembre de 1956) fue un actor y director de cine estadounidense de la era de cine mudo. Apareció en 43 películas entre 1912 y 1924. Myers dirigió cinco películas durante 1910 y 1915, incluyendo The Siege and Fall of the Alamo (1914), que se considera una película perdida. Aunque solo quedan algunas fotografías de la película en la Biblioteca del Congreso de Estados Unidos. Nació en Hot Springs (Arkansas) y murió en Los Ángeles, California.

## Filmografía
- War on the Plains (1912)
- The Invaders (1912)
- The Battle of Bull Run (1913)
- Buckshot John (1915)
- Ridin' Wild (1922)
- Her Dangerous Path (1923)
- The Hunchback of Notre Dame (1923)
- Leatherstocking (1924)